# Sciapus macula
Sciapus macula är en tvåvingeart som först beskrevs av Christian Rudolph Wilhelm Wiedemann 1830.  Sciapus macula ingår i släktet Sciapus och familjen styltflugor. Inga underarter finns listade i Catalogue of Life.